# 野獣R
野獣R（ヤジュウR）は、2003年にロデオが開発・販売したパチスロ機である。

## 概要
本機は本来『野獣』や『野獣S』としてリリースさせるつもりだったが、爆裂機騒動による認定基準の改正により両機ともに適度な射幸性を超えるとして設置不能なマシンであった。そして『野獣R』によってようやく設置可能となり、晴れてリリースされた。
本機はシングルボーナス搭載のAT機で、チャンス目などでATの獣（けもの）チャンスの抽選をし当選すれば突入するが、獣チャンスには3種類存在する。ゴリラATは70回ナビ（他小役はカウントしない）、ヘビATは10G（他小役もカウント）ながらも10G以内にリプレイ2回で10G上乗せ、ワニATは5回、10回、30回ナビ（他小役カウントなし）のいずれかだが連荘性が高い。
ビッグボーナスは、ナビは一切しないが難易度はそこまで高くない。そして、ビッグボーナス中に7が揃うなどの強ハズレを引くとAT抽選が受けられる。